# Bahnstrecke Voxna–Lobonäs
| |                                |                                       |                                       |
| Kursbuchstrecke: | WLJ                            |                                       |                                       |
| Streckenlänge: | 28,86 km                       |                                       |                                       |
| Spurweite: | 802 mm (Schmalspur (Schweden)) |                                       |                                       |
| Maximale Neigung: | 25 ‰                           |                                       |                                       |
| Minimaler Radius: | 300 m                          |                                       |                                       |
| Streckengeschwindigkeit: | 30 km/h                        |                                       |                                       |
| |                                |                                       |                                       |
| \| \| 28,9 \| Lobonäs \| 217,3 m.ö.h. \| \| \| 23,4 \| Grycksmyra \| 221,3 m.ö.h. \| \| \| 20,5 \| Lövriset \| 219,3 m.ö.h. \| \| \| \| Vinströmmen \| \| \| \| 11,8 \| Njupa \| 197,8 m.ö.h. \| \| \| 8,8 \| Kilen \| 195,0 m.ö.h. \| \| \| \| Sälmån \| \| \| \| 5,9 \| Voxna bruk ( früher Woxna Bruk) \| 203,1 m.ö.h. \| \| \| \| Voxnan \| \| \| \| \| Voxnan \| \| \| \| \| Bahnstrecke Orsa–Bollnäs von Orsa \| \| \| \| \| Bahnbetriebswerk \| \| \| \| \| Dreischienengleis \| \| \| \| 0,0 \| Voxna (1899-) \| Voxna (1899-) \| \| \| \| \| \| \| \| \| Bahnstrecke Orsa–Bollnäs nach Bollnäs \| \| \| \| \| \| \| \| Quellen: [1][2] \| \| \| \| |                                |                                       |                                       |
| Kopfbahnhof Streckenanfang (Strecke außer Betrieb) | 28,9                           | Lobonäs                               | 217,3 m.ö.h.                          |
| Haltepunkt / Haltestelle (Strecke außer Betrieb) | 23,4                           | Grycksmyra                            | 221,3 m.ö.h.                          |
| Haltepunkt / Haltestelle (Strecke außer Betrieb) | 20,5                           | Lövriset                              | 219,3 m.ö.h.                          |
| Brücke über Wasserlauf (Strecke außer Betrieb) |                                | Vinströmmen                           | Vinströmmen                           |
| Haltepunkt / Haltestelle (Strecke außer Betrieb) | 11,8                           | Njupa                                 | 197,8 m.ö.h.                          |
| Haltepunkt / Haltestelle (Strecke außer Betrieb) | 8,8                            | Kilen                                 | 195,0 m.ö.h.                          |
| Brücke über Wasserlauf (Strecke außer Betrieb) |                                | Sälmån                                | Sälmån                                |
| Bahnhof (Strecke außer Betrieb) | 5,9                            | Voxna bruk ( früher Woxna Bruk)       | 203,1 m.ö.h.                          |
| Brücke über Wasserlauf (Strecke außer Betrieb) |                                | Voxnan                                | Voxnan                                |
| Brücke über Wasserlauf (Strecke außer Betrieb) |                                | Voxnan                                | Voxnan                                |
| Strecke von rechts (außer Betrieb) · Strecke (außer Betrieb) |                                | Bahnstrecke Orsa–Bollnäs von Orsa     | Bahnstrecke Orsa–Bollnäs von Orsa     |
| Strecke (außer Betrieb) · Strecke (außer Betrieb) |                                | Bahnbetriebswerk                      | Bahnbetriebswerk                      |
| Strecke (außer Betrieb) · Abzweig geradeaus und von links (Strecke außer Betrieb) · Abzweig geradeaus und nach rechts (Strecke außer Betrieb) |                                | Dreischienengleis                     | Dreischienengleis                     |
| Bahnhof (Strecke außer Betrieb) · Kopfbahnhof Streckenende (Strecke außer Betrieb) · Strecke (außer Betrieb) | 0,0                            | Voxna (1899-)                         | Voxna (1899-)                         |
| Abzweig geradeaus und von links (Strecke außer Betrieb) · Strecke quer (außer Betrieb) · Strecke nach rechts (außer Betrieb) |                                |                                       |                                       |
| Strecke (außer Betrieb) |                                | Bahnstrecke Orsa–Bollnäs nach Bollnäs | Bahnstrecke Orsa–Bollnäs nach Bollnäs |
| |                                |                                       |                                       |
| Quellen: |                                |                                       |                                       |

Die schmalspurige Bahnstrecke Voxna–Lobonäs in Gävleborgs län in Schweden wurde 1908 von der Woxna-Lobonäs Järnvägsaktiebolag zwischen Voxna (alte Schreibweise: Woxna) und Lobonäs gebaut. Bereits am 30. November 1932 wurde die im Volksmund Våran Lilla Järnväg (deutsch Unsere kleine Eisenbahn) genannte Strecke stillgelegt und kurz danach abgebaut.

## Geschichte
Als Hauptverkehrsader für die Region stand seit dem 4. November 1899 die Bahnstrecke Bollnäs–Voxna zur Verfügung, am 18. Januar des folgenden Jahres wurde der Streckenteil zwischen Voxna und Orsa für den Verkehr freigegeben. Einer der eifrigsten Förderer für die neu zu errichtende Bahnstrecke war der Haupteigentümer der Ljusne-Woxna AB, der aus der Schweiz stammende Graf Walther von Hallwyl. Hallwyl betrieb Sägewerke und Hüttenbetriebe und stellte Ketten her.
Dazu kamen die Waldgebiete nördlich von Voxna, die ebenfalls der Ljusne-Woxna AB gehörten. Es gab große Bereiche, in denen Holz geschlagen und für die Produktion von Holzkohle genutzt wurden. Diese Wälder wurden nach dem Bau der Strecke Orsa–Bollnäs interessant, da der Transport des Holzes ab dem Bahnhof Voxna einfacher wurde. 1899 gründete die Ljusne-Woxna AB zudem am Bahnhof von Voxna eine Fabrik für Entgasung von Holzabfällen. Die Anlage erzeugte Teer und Terpentin.
Bereits 1899 gab Hallwyl dem Väg- och vattenbyggnadskåren den Auftrag, eine Schmalspurbahn zwischen Voxna und Lobonäs zu projektieren. Diesen Auftrag führte Kapitän Werner Bäckström, der Verkehrsdirektor der Dala-Helsinglands Järnvägsaktiebolag war, im Herbst 1899 aus. Da die geplanten Kosten zu hoch waren, wurde abgewartet.
Nora-Bergslags Järnväg (NBJ) beschloss Anfang 1905, den größten Teil der Bahnstrecke Bredsjö–Degerfors (Bredsjö–Degerfors Järnväg, BDJ) 1907 einzustellen. Die Spurweite der BDJ betrug 802 mm. Das Material dieser Strecke stand ab diesem Zeitpunkt zum Verkauf. Mit diesen gebrauchte Schienen, Lokomotiven und Wagen änderte sich die Ausgangslage. Mit dem Vorschlag der NBJ, das Material für 350.000 Kronen abzugeben, wurde der Bahnbau neu kalkuliert.
Der Vorstand der Ljusne-Woxna AB beschloss den Bau in der ersten Hälfte des Jahres 1906. Auf dieser Grundlage wurde die Konzession für eine Eisenbahnstrecke zwischen Voxna und Lobonäs am 22. Oktober 1906 beantragt und am 6. September 1907 erteilt.

## Woxna-Lobonäs Järnvägsaktiebolag
Die Konzession wurde sofort von der neu gegründeten Woxna-Lobonäs Järnvägsaktiebolag übernommen. Das Unternehmen hatte ein Stammkapital von 400.400 Kronen, von denen die Ljusne-Woxna AB einen Anteil von 400.000 Kronen und Graf Hallwyl einen Anteil von 400 Kronen zeichneten. Hallwyl wurde Vorsitzender und Geschäftsführer der Aktiengesellschaft.

## Bahnbau
Noch bevor die Konzession erteilt wurde, begannen die Vorarbeiten für den Streckenbau. Im Mai 1907 wurde Per Persson aus Ljusne Materialverwalter in Voxna. Verantwortlich für den Bau war Ingenieur Axel Hagman, der zuvor bei der Nybro-Sävsjöström-Vetlanda järnvägsbyggnad (dt. Bahnbaugesellschaft) als Abteilungsleiter tätig war. Es wurden Bauarbeiter eingestellt und Ende Juli kamen, auf Normalspurgüterwagen verladen, die erste Lokomotive und einige Güterwagen in Voxna an. Die Entladung der Wagen erfolgte von Hand. Ebenso wurden gebrauchte Schienen und Weichen in Voxna angeliefert.
Voxna wurde das Bauzentrum. das sich entlang des Flusses Voxnan Richtung Lobonäs ausweitete. Schnell war die Station Voxna bruk errichtet. Im Herbst 1907 erreichten die Schienen Vinströmmen, einige Kilometer nördlich der Station in Njupa. Hier entstand eine große Brücke mit einer Spannweite von 34,7 Metern. Die Brücke wurde gebraucht von der Stockholm-Rimbo Järnväg gekauft; sie stand zuvor bei Stocksund. Sie wurde verstärkt und während des Winters eingebaut, so dass sie im Frühjahr 1908 fertig war. Die Brücke hatte einen nach unten gezogenen Rundbogen, so dass in den folgenden Jahren bei Überschwemmungen des Voxnan im Frühjahr der Wasserstand bis an die Brücke reichte. Daher musste das Schwemmholz ständig entfernt werden und zeitweise wurde die Brücke in dieser Zeit durch Posten bewacht.
Neben dieser Brücke gab es zwei weitere, die eine etwa 2,5 Kilometer nördlich von Voxna. Sie führte mit einer Spannweite von drei Metern über einen Bach. Die zweite Brücke führte über den Selmån und hatte eine Spannweite von 10,8 Metern. Die Hauptteile dieser Brücke waren von der Nora-Karlskoga Järnväg gebraucht erworben worden. Die Fundamente der Brücken wurden aus Granit errichtet.
Nach Neujahr 1908 kam die zweite Lok von der BDJ, zudem weitere Schienen und Wagen. Der Gleisbau war im Sommer vorläufig abgeschlossen und die Strecke konnte provisorisch verwendet werden. Die Bahnhofsgebäude wurden errichtet und am 4. November 1908 erfolgte die Abnahmefahrt. Am 10. November des gleichen Jahres genehmigte Väg- och vattenbyggnadsstyrelsen die öffentliche Nutzung der Strecke, nachdem die Tarife bereits im Dezember 1907 genehmigt worden waren. Am 13. November 1908 erfolgte die Einweihung der Bahnstrecke für den öffentlichen Gebrauch.

## Strecke
Die Streckenlänge betrug 28,86 km mit 2,98 km Nebengleisen und 400 m Industriegleisen. Auf 11 km wurden Schienen mit einem Metergewicht von 23,1 kg/m verlegt, 17,9 km hatten ein Metergewicht von 20,6 kg/m. Der größte Schwellenabstand betrug 0,75 m; es wurden etwa 37.000 Schwellen verwendet, die eine Länge von 1,65–1,80 m hatten. Diese lagen auf einem 3,2 m breiten Bahndamm. Der Kurvenradius in den Bahnhöfen betrug 150 m. Der maximale Achsdruck betrug 6 t für Wagen und 5,8 t für Lokomotiven.
Obwohl in der gesamten Betriebszeit nur zwei Lokomotiven vorhanden waren, entstand ein zweiständiger Lokschuppen mit einer Drehscheibe und der Hauptwerkstatt in Voxna bruk und ein einständiger Lokschuppen mit Drehscheibe in Lobonäs. In Voxna existierte eine 5-Meter-Drehscheibe; für die Zufahrt zur Bekohlungsanlage gab es ein Dreischienengleis, das zusammen mit den Normalspurlokomotiven der Hauptstrecke verwendet wurde. Wasser wurde aus einem gemeinsamen Wasserkran entnommen. In Kilen war die Kiesgrube der Bahngesellschaft.
Die Gesamtkosten beliefen sich auf 543.876 Kronen. Durch das Grundkapital war 400.400 Kronen gedeckt. Die Differenz bezahlte Graf Hallwyl.

## Fahrzeuge
Die meisten der eingesetzten Fahrzeuge wurden gebraucht von der Bredsjö-Degerfors Järnväg (BDJ) gekauft. Die gebrauchten Fahrzeuge waren wesentlich preisgünstiger als neue. Die Lokomotiven mit einem Dienstgewicht von 19 Tonnen kosteten 18.000 Kronen einschließlich eines Ersatz-Kessels und der Rest der Fahrzeuge 21.053 Kronen einschließlich der neuen Wagen von der ASJ.
| Nummer | Name | Bauart    | Achsfolge | Hersteller                                   | Fabr.-Nr./ Baujahr | Besonderes |
| ------ | ---- | --------- | --------- | -------------------------------------------- | ------------------ | --- |
| 1      |      | Tenderlok | 1 C t     | Helsingborgs Mekaniska Verkstad, Helsingborg | 16 1899            | 1907 von Bredsjö-Degerfors Järnväg, BDJ 6, 1934 an Hällefors-Fredriksbergs Järnväg, HFJ 9, 1957 verschrottet  |
| 2      |      | Tenderlok | 1 C t     | Helsingborgs Mekaniska Verkstad, Helsingborg | 17 1900            | 1907 von Bredsjö-Degerfors Järnväg, BDJ 7, 1934 an Hällefors-Fredriksbergs Järnväg, HFJ 10, 1959 verschrottet |

Für den Personenverkehr wurden drei Wagen, einer gebraucht von BDJ und zwei neu gebaute, beschafft:
- Personenwagen BC1: Sechzehn Sitze in der dritten Klasse und sechs in der zweiten Klasse, hergestellt von Nora 1899 und 1907 von BDJ gekauft. Der Wagen hatte ein Gewicht von 4,8 t.
- Personenwagen C2: 38 Sitze in der dritten Klasse. Der Wagen wurde 1908 von AB Svenska Järnvägsverkstäderna (ASJ) neu für WLJ gebaut. Der Wagen hatte ein Gewicht von acht Tonnen und war mit Schraubenbremse ausgestattet. Nach dem Verkauf an die HJF wurde der Wagen in den 1960er-Jahren ausgemustert und fand als Sommerhaus Verwendung.[5] Er wird bei der Museumsbahn Jädraås–Tallås Järnväg renoviert.[6]
- Personenwagen BCD: Neben acht Sitzen in der zweiten und 16 in der dritten Klasse hatte der Wagen ein Postabteil. Er wurde 1908 von ASJ neu für WLJ gebaut und hatte ein Gewicht von 8,6 Tonnen.

Alle Wagen wurden bei der Streckenstilllegung an die HFJ verkauft.
Die Güterwagen wurden fast ausschließlich von der BDJ übernommen.
- gedeckte Güterwagen F12 und G11, 13 und 14:
- Gepäckwagen F11 (1908 von BDJ), Radstand 3,6 m, Gewicht 4,5 t und 4 t Zuladung, mit Schraubenbremse. Der Wagen hatte einen Heizkessel, mit dem die Reisezugwagen beheizt werden konnten. Der Kessel wurde von Vulcan Foundry 1894 hergestellt.
- Gepäckwagen F12, ohne Bremsen (1908 von BDJ).
- Güterwagen G13, Radstand 3,6 m, Gewicht 3,1 t und 3,5 t Zuladung (1908 von BDJ).
- Güterwagen G14: 1914 neu gekauft, Gewicht 3,6 t und 4,4 t Zuladung. Der Wagen kostete 1615,74 Kronen.

Nach der Stilllegung der WLJ wurden alle vier Wagen an die HFJ als F511–514 verkauft.
Von BDJ wurde zudem 30 offenen Güterwagen erworben, die die Nummern 21 bis 50 erhielten. 20 davon hatten eine Bremse (unter anderem 21, 24, 27, 30, 33, 36, 39, 42 und 45 mit Radstand 1,8 m, Gewicht 1,7 t und 6 t Zuladung) und zehn waren ohne eigene Bremse. Neben diesen Güterwagen wurde eine Reihe von älteren kleinen Wagen mit Radstand 1,8 m, Gewicht 1,5 t und 6 t Zuladung gekauft.
Dazu kamen 14 Drehgestellwagen für den Kohletransport. Diese wurden als L 81 bis L 94 nummeriert. Sie bestanden aus ehemaligen Wagen-Chassis, die mit langen Eisenschienen verbunden wurden. Der Aufbau fasste 300 Hektoliter. In ähnlicher Bauweise entstanden die beiden Drehgestell-Holztransportwagen der Baureihe NNo, Nr. 61 und 62. Diese wurden von ASJ 1909 als Neubau geliefert. Der Abstand der Drehgestelle betrug 5,35 m, der Radstand 1,05 m, das Gewicht 3,7 t und die Zuladung 8 t bei einer Länge über Puffer von 7,5 m. Die Wagen wurden nicht gebremst. Bei der Stilllegung der Strecke ging ein Großteil der Wagen an die HFJ.

## Betrieb und Einstellung
Zu Beginn verkehrten täglich drei Zugpaare zwischen Voxna und Lobonäs, morgens, mittags und abends. Die Züge waren gemischte Züge, die sowohl aus Güter- als auch aus Reisezugwagen bestanden. Ab dem 1. Oktober 1914 fuhr nur noch ein täglicher gemischter Zug über die gesamte Strecke und zudem einige Züge, die nur an verschiedenen Tagen verkehrten. Einer dieser Sonderzüge fuhr für die Kirchenbesucher alljährlich am Weihnachtsmorgen nach Voxna. Diese Verkehrsbeschränkung hatte ihren Hintergrund vor allem im großen Frachtaufkommen. Der größte Kunde war die Eigentümergesellschaft Ljusne-Woxna AB, deren Fracht ausschließlich aus Holz bestand. Die Produkte waren Holz und Holzkohle sowie Baumstümpfe und Wurzeln für die Holzvergasung in Voxna.
1930 verkehrte im Personenverkehr nur noch ein Zugpaar zwischen Voxna und Voxna bruk sowie ein Zugpaar auf der Gesamtstrecke. Auf allen Haltepunkten waren zweiseitig angeschlossene Ausweichgleise vorhanden, die normalerweise nur für den Ladeverkehr benutzt wurden.
Im Laufe der Jahre zeigte sich an den Berechnung der Aktiengesellschaft, dass die Eisenbahn wirtschaftlich nicht gerechtfertigt war. 1932 beantragte das Unternehmen die Rückgabe der Konzession und die Einstellung des Betriebes. Das Ersuchen wurde sowohl von der Gemeinde als auch vom Län unterstützt. Am 30. November 1932 fuhr der letzte Zug von Lobonäs ab. Danach gab es noch eine Sonderfahrt während des Winters 1933, ein Zug für Sportler für ein Ski-Rennen in Voxna. Im Sommer 1933 wurde die Strecke abgebaut.